# Военные преступления США

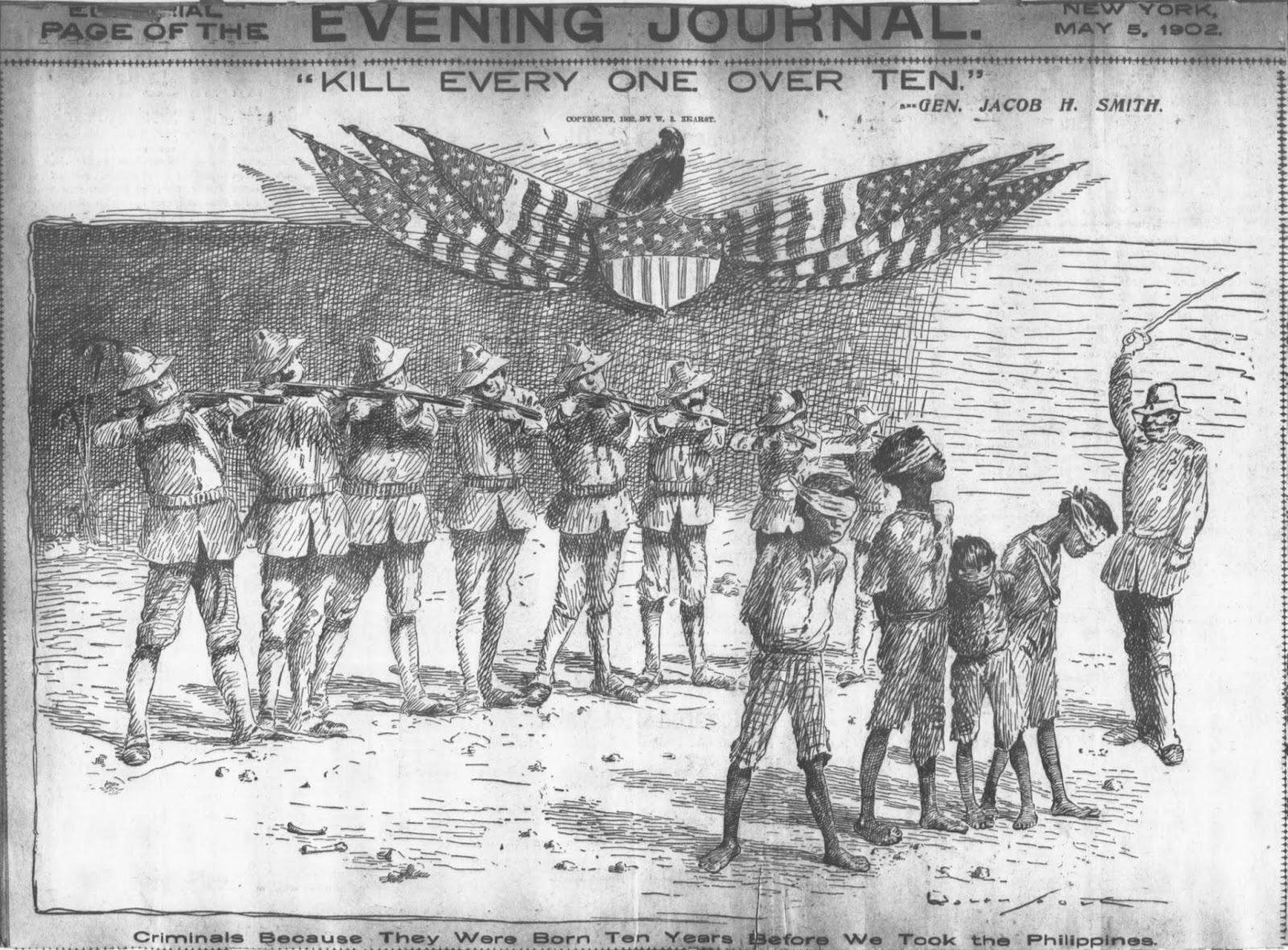
Одна из известных карикатур New York Journal American времён Филиппино-американской войны: исполнение приказа генерала Джейкоба Смита «Убивать всех старше десяти лет», размещенная на обложке газеты от 5 мая 1902. Подпись внизу гласила: «Преступники, потому что родились за десять лет до того, как мы захватили Филиппины».

Военные преступления Соединенных Штатов Америки — нарушения законов войны, в том числе Гаагских конвенций 1899 и 1907 годов / Женевских конвенций; военные преступления и преступления против человечности, в совершении которых обвиняются официальные вооруженные и военизированные формирования США. К ним относятся массовые казни захваченных вражеских солдат, жестокое обращение с заключёнными во время допросов, применение пыток, насилие в отношении гражданских лиц и некомбатантов, а также уничтожение гражданского имущества без явных, связанных с боевыми действиями, причин.
Военные преступления должны преследоваться в Соединенных Штатах Америки в соответствии с «Законом о военных преступлениях 1996 года», а также различными статьями Единого кодекса военной юстиции (UCMJ). Тем не менее, федеральное правительство США выступает решительно против сотрудничества с Международным уголовным судом в этой сфере, утверждая, что суду «не хватает сдержек и противовесов», и, таким образом, не признаёт юрисдикцию МУС над своими гражданами.

## Определение
Военные преступления определяются как действия, нарушающие законы и обычаи войны, установленные Гаагскими конвенциями 1899 и 1907 годов, или действия, являющиеся грубыми нарушениями Женевских конвенций и Дополнительных протоколов I и II. Четвёртая Женевская конвенция 1949 г. закрепляет положение о защите гражданских лиц и военнопленных во время оккупации, даже в случае отсутствия вооруженного сопротивления, на период в один год после окончания военных действий, также оккупирующая держава обязана выполнять положение конвенции до тех пор, пока текущая власть осуществляет функции правительства на захваченной территории.

## Список в хронологическом порядке

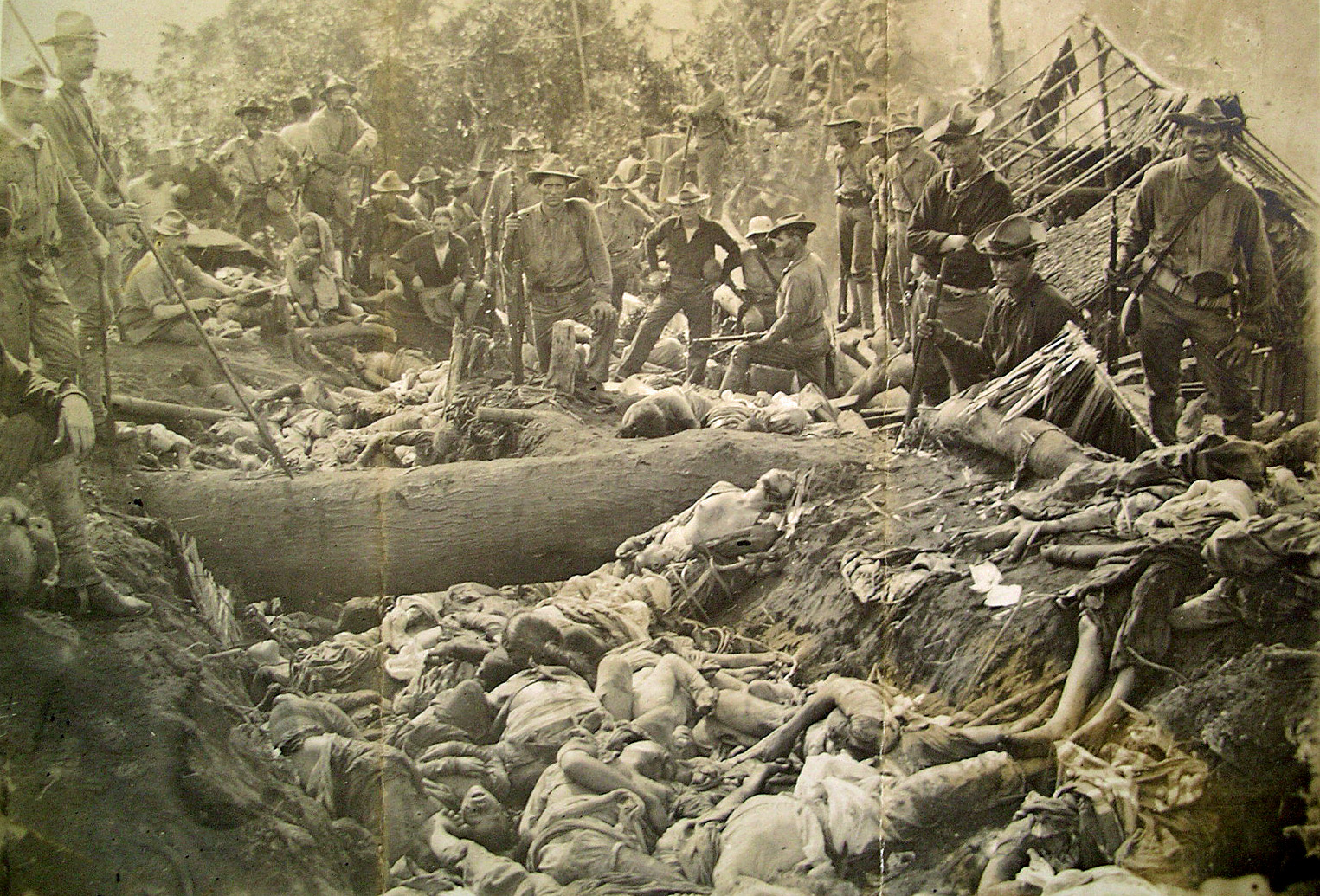
Убитые в одном из сражений Филиппино-американской войны местные жители. Остров Холо, 7 марта 1906 года

Войны, в ходе которых зафиксированы военные преступления США:
- Филиппино-американская война[6][7][8]
- Банановые войны[9]
- Вторая мировая война[10]
  - Тихоокеанский театр военных действий[11][12]
    - «Военные трофеи»

  - Западноевропейский театр военных действий[13][14]
    - Бойня у деревни Шенонь[15][16]
- Корейская война
  - Массовое убийство в Ногылли[17]
- Война во Вьетнаме[18][19]
  - Массовое убийство в Сонгми[20][21]
  - Операция «Феникс»[22]
  - Преступления подразделения Tiger Force[22]
- Иракская война
  - Массовое убийство в Хадите[23][24]
  - Массовое убийство на площади Нисур[25][26][27]
- «Война против терроризма»[28][29]
- Война в Афганистане
  - Массовое убийство в Кандагаре[англ.][30]